# Pergőlégykapó-félék
A pergőlégykapó-félék (Platysteiridae) a madarak osztályának verébalakúak (Passeriformes) rendjébe tartozó család. Öt nem és harminchárom faj tartozik a családba.

## Rendszerezés
A családba az alábbi nemek és fajok tartoznak.
- Lanioturdus  (Waterhouse, 1838) – 1 faj
  - Lanioturdus torquatus

- Bias  (Lesson, 1830) – 2 faj
  - Bias flammulatus más néven Megabyas flammulatus
  - Bias musicus

- Pseudobias  (Sharpe, 1870) – 1 faj
  - Pseudobias wardi

- Batis  (Boie, 1833) – 19 faj
  - Batis diops
  - Batis margaritae
  - Batis mixta
  - Batis reichenowi
  - Batis dimorpha
  - Batis capensis
  - Batis fratrum
  - Batis molitor
  - Batis soror
  - Batis pririt
  - Batis senegalensis
  - Batis orientalis
  - Batis minor
  - Batis perkeo
  - Batis minima
  - ituri pergőlégykapó (Batis ituriensis)
  - Batis occulta
  - Batis poensis
  - Batis minulla

- Platysteira  (Jardine & Selby, 1830) – 10 faj
  - Platysteira cyanea
  - kameruni díszlégykapó (Platysteira laticincta)
  - Platysteira albifrons
  - feketetorkú díszlégykapó (Platysteira peltata)
  - Platysteira castanea
  - Platysteira tonsa
  - Platysteira blissetti
  - Platysteira chalybea
  - Platysteira jamesoni
  - Platysteira concreta